# Comarapa
Comarapa est une ville du département de Santa Cruz en Bolivie située dans la province de Manuel María Caballero. Sa population s'élevait à 4 092 habitants en 2001.